# 10177 Ellison
10177 Ellison è un asteroide della fascia principale. Scoperto nel 1996, presenta un'orbita caratterizzata da un semiasse maggiore pari a 2,3071349 UA e da un'eccentricità di 0,1559626, inclinata di 6,58654° rispetto all'eclittica.
L'asteroide è dedicato a Harlan Ellison, scrittore e autore di fantascienza statunitense.